# Lathuile
Lathuile ist eine französische Gemeinde im Département Haute-Savoie in der Region Auvergne-Rhône-Alpes.

## Geographie
Lathuile liegt auf 500 m, westlich von Faverges, etwa 15 Kilometer südsüdöstlich der Stadt Annecy (Luftlinie). Das Bauerndorf erstreckt sich leicht erhöht am westlichen Rand der Talebene, die sich südlich des Lac d’Annecy ausbreitet, am Fuß des zum Massiv der Bauges gehörenden Felsgrates Taillefer. Die Gemeinde liegt innerhalb des Regionalen Naturparks Massif des Bauges.
Die Fläche des 8,76 km² großen Gemeindegebiets umfasst einen Abschnitt des Massivs der Bauges. Der nordöstliche Teil des Gebietes wird von der rund 3 km breiten Talsenke eingenommen, die sich am Südufer des Lac d’Annecy ausdehnt und über Faverges bis nach Ugine erstreckt. Sie wurde von den eiszeitlichen Gletschern geschaffen und nachher von Abtragungsschutt und Schwemmmaterial aufgefüllt. Die Ebene wird von der Bornette zum Lac d’Annecy entwässert, an dem Lathuile jedoch keinen Anteil hat, obwohl es sehr nahe am See liegt. Oberhalb von Lathuile steigt der Hang steil an bis auf den markanten Felsgrat des Taillefer (bis 870 m), auf dem die westliche Grenze verläuft. Ein schmaler Streifen reicht nach Süden bis in das Quellgebiet der Bornette. Auf dem westlich des Col de Bornette sich erhebenden Felszacken Crêt du Char wird mit 1645 m der höchste Punkt von Lathuile erreicht.
Zu Lathuile gehören neben dem eigentlichen Ortskern auch verschiedene Weilersiedlungen und Gehöfte, darunter:
- Chaparon (482 m) leicht erhöht über dem Lac d’Annecy, am Fuß des Taillefer
- Les Chevillys (479 m) am westlichen Rand der Ebene von Doussard, am Fuß des Taillefer
- Saury (620 m) an der Bornette am Nordfuß der Montagne de Charbon

Nachbargemeinden von Lathuile sind Duingt im Norden, Doussard im Osten, Bellecombe-en-Bauges im Süden sowie Entrevernes im Westen.

## Geschichte
Wahrscheinlich war das Gebiet von Lathuile schon während der Römerzeit besiedelt und Standort einer Werkstätte für die Herstellung von Ziegeln (frz. thuile). Im 12. Jahrhundert wird der Ort erstmals als Tuelli urkundlich erwähnt. Daraus entwickelte sich die Schreibweise Thuile, und durch Agglutination des französischen Artikels schließlich Lathuile. Im Mittelalter gehörte das Dorf zur Herrschaft Duingt. Bis Ende des Zweiten Weltkrieges wurde bei Saury eine Kohlenmine ausgebeutet.

## Bevölkerung
| Jahr                       | 1962 | 1968 | 1975 | 1982 | 1990 | 1999 | 2006 | 2013 | 2020 |
| Einwohner                  | 354  | 327  | 369  | 495  | 668  | 729  | 902  | 990  | 1018 |
| Quellen: Cassini und INSEE |      |      |      |      |      |      |      |      |      |

Mit 1076 Einwohnern (Stand 1. Januar 2022) gehört Lathuile zu den kleinen Gemeinden des Départements Haute-Savoie. Im Verlauf des 19. und 20. Jahrhunderts nahm die Einwohnerzahl aufgrund starker Abwanderung kontinuierlich ab (1861 wurden in Lathuile noch 612 Einwohner gezählt). Seit Mitte der 1970er Jahre wurde jedoch dank der attraktiven Wohnlage wieder eine deutliche Bevölkerungszunahme verzeichnet.

## Sehenswürdigkeiten
Die Pfarrkirche Saint-Ours wurde Mitte des 19. Jahrhunderts im Stil der Neugotik neu erbaut. In einem Schloss aus dem 16. Jahrhundert befindet sich heute die Gemeindeverwaltung.

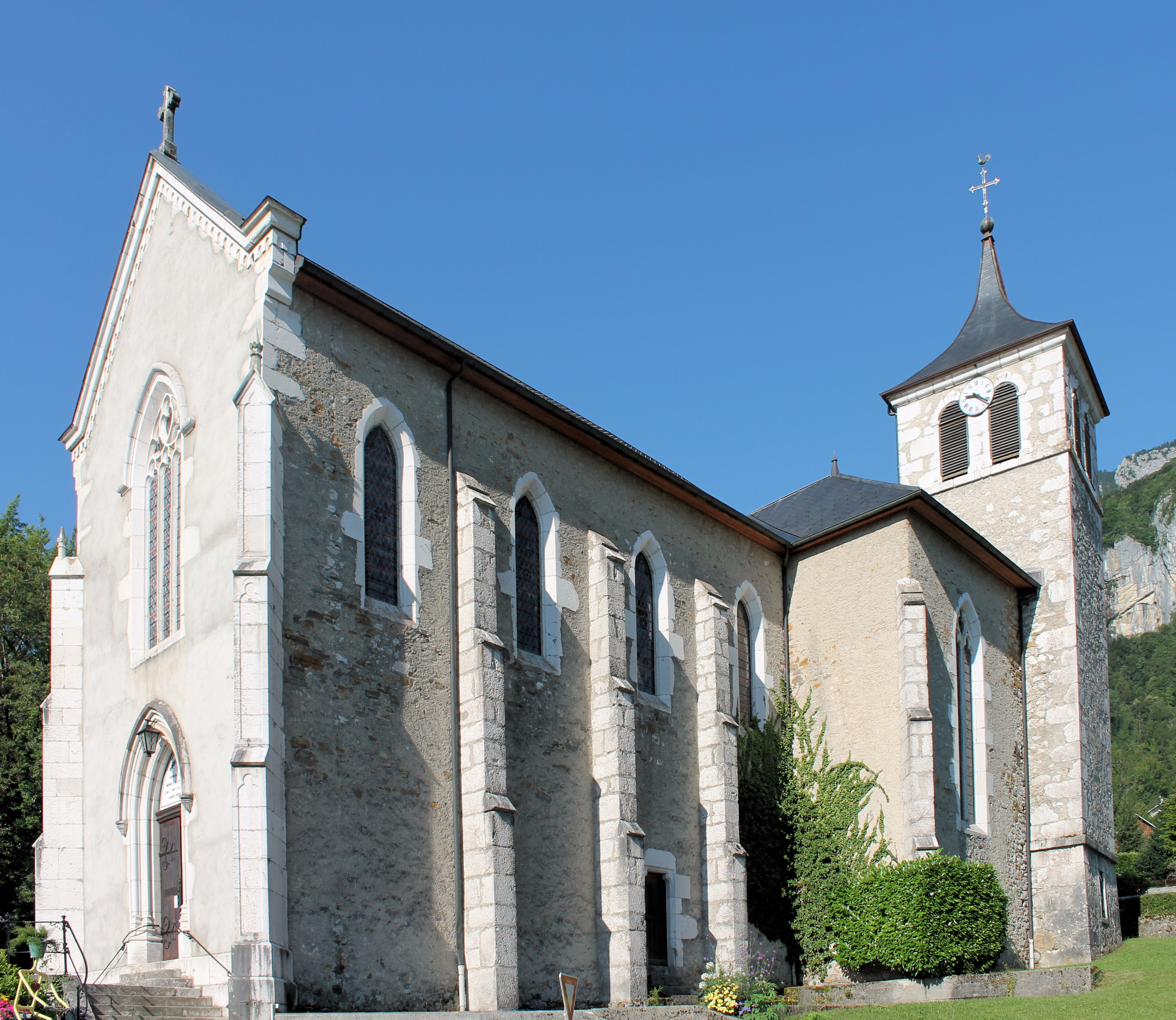
Kirche Saint-Ours
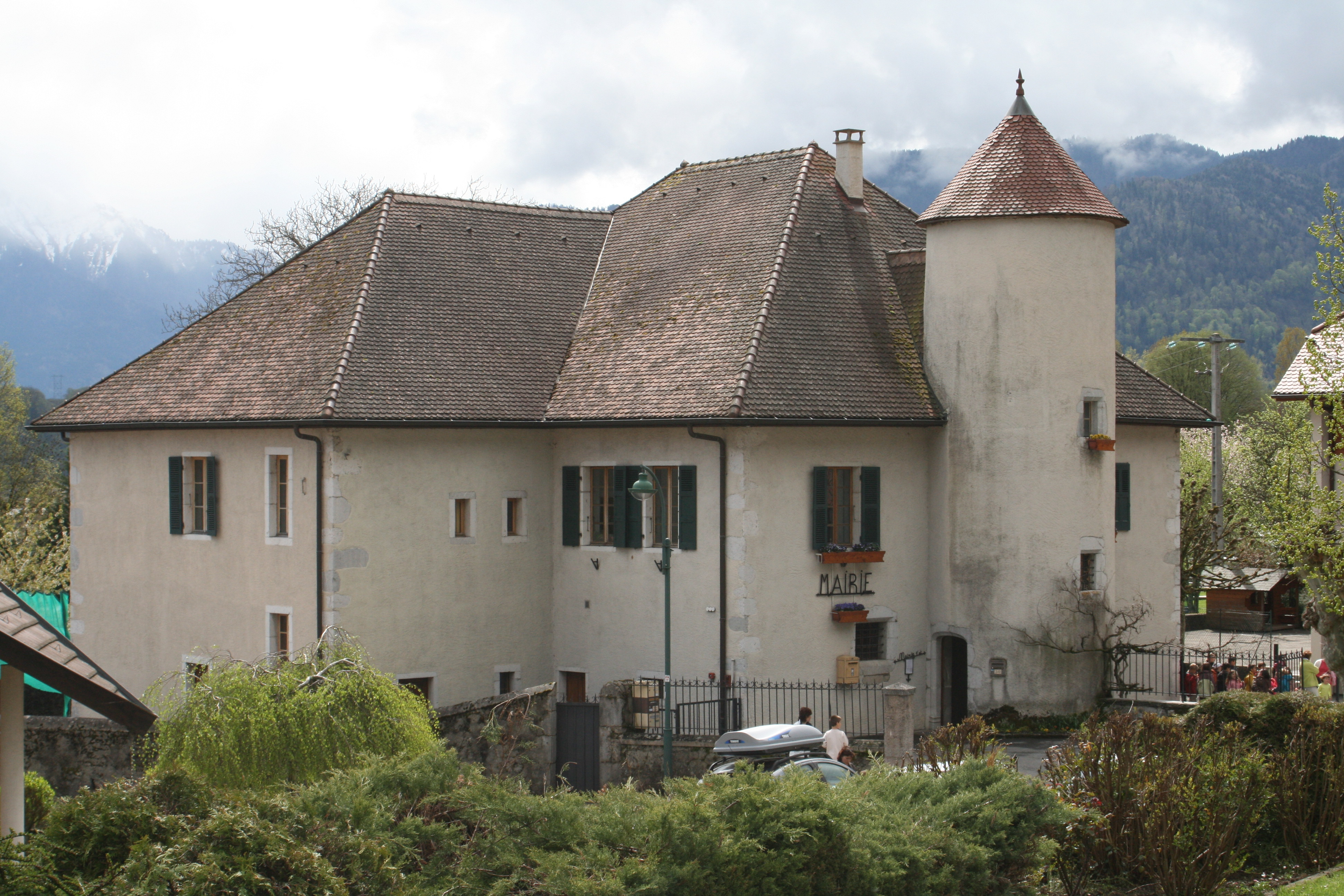
Gemeindeverwaltung und Grundschule
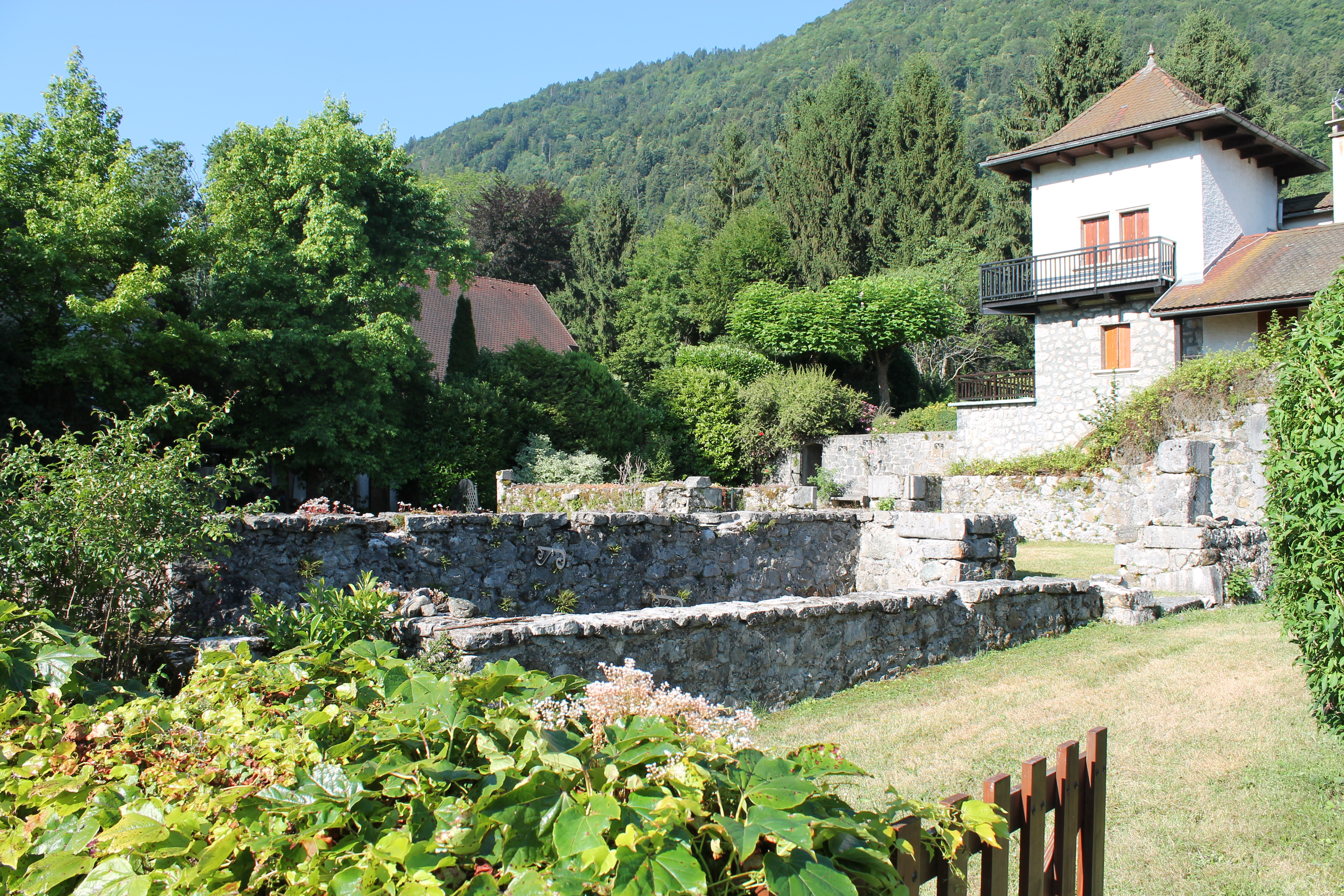
Ruinen des alten Schlosses
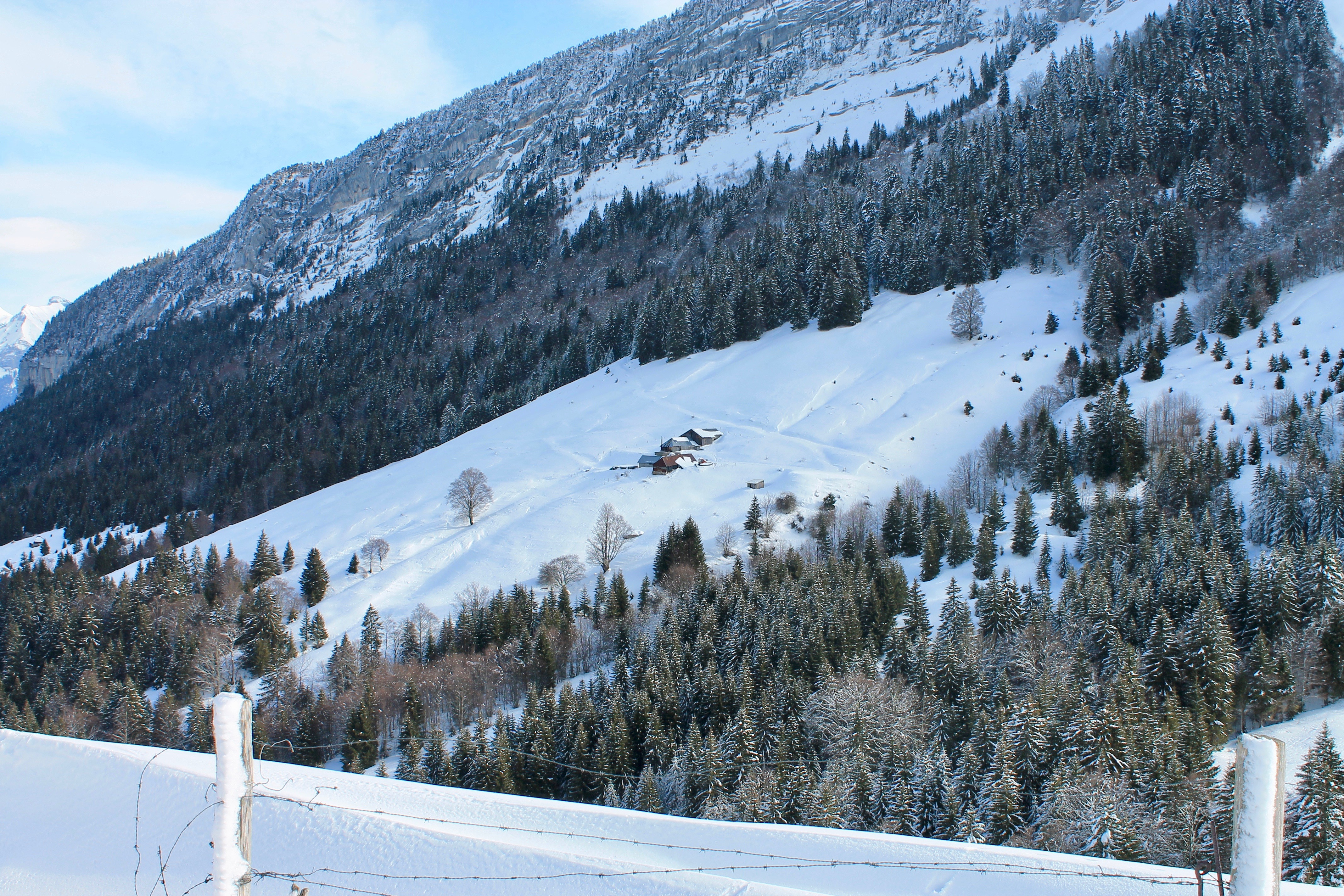
Schutzhütte Ailles du Nant

## Wirtschaft und Infrastruktur
Lathuile war bis weit ins 20. Jahrhundert hinein ein vorwiegend durch die Landwirtschaft und Forstwirtschaft geprägtes Dorf. Heute gibt es verschiedene Betriebe des lokalen Kleingewerbes. Ansonsten ist das Dorf mittlerweile überwiegend eine Wohngemeinde. Viele Erwerbstätige sind Wegpendler, die in den größeren Ortschaften der Umgebung ihrer Arbeit nachgehen.
Die Ortschaft liegt abseits der größeren Durchgangsstraßen, ist aber von der Route nationale 508, die von Annecy nach Albertville führt, leicht erreichbar. Weitere Straßenverbindungen bestehen mit Doussard und Chevaline.